# Taubenturm (Fontet)

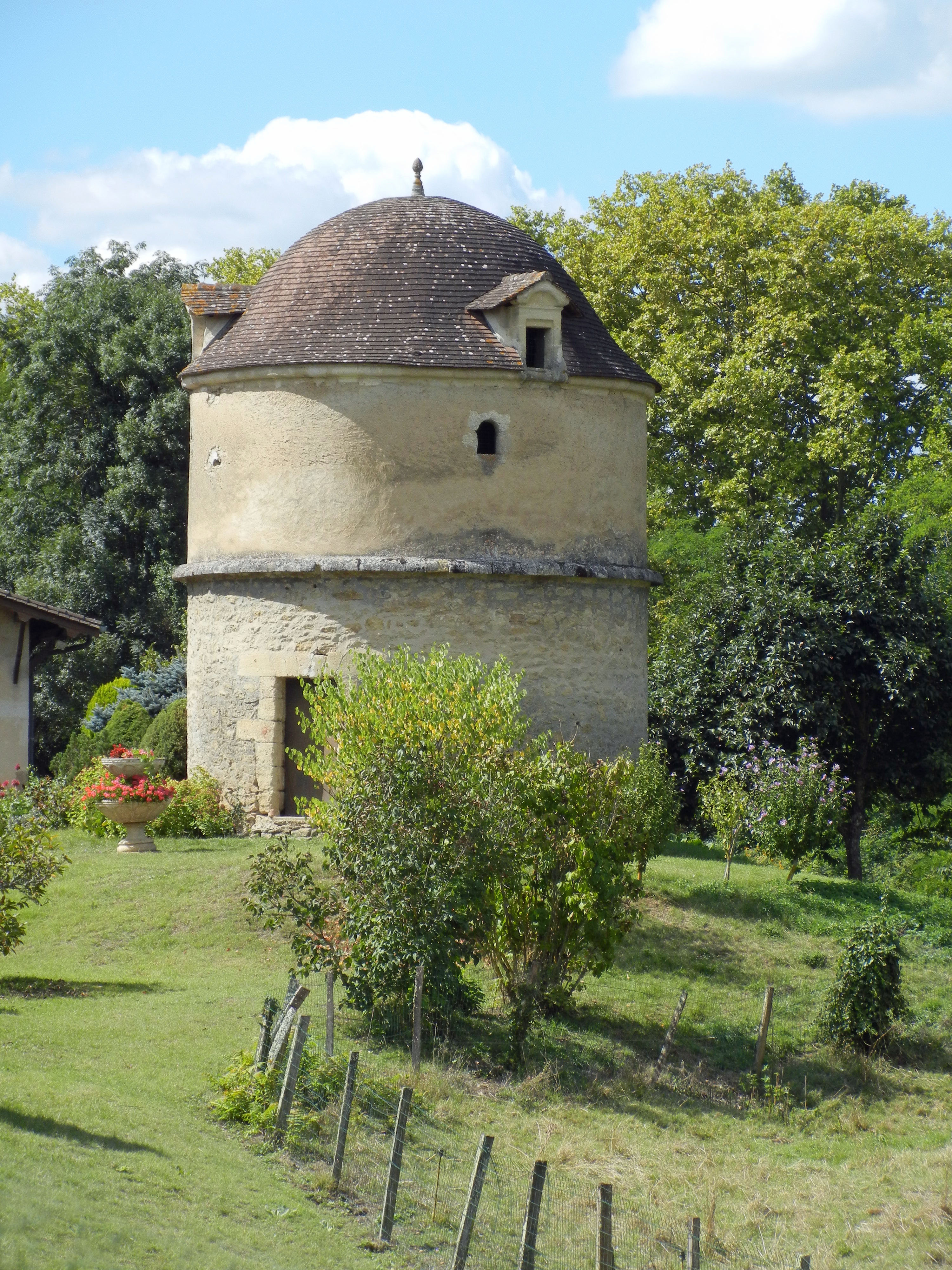
Taubenturm in Fontet

Der Taubenturm (französisch colombier oder pigeonnier) in Fontet, einer französischen Gemeinde im Département Gironde in der Region Nouvelle-Aquitaine, wurde im 17. Jahrhundert errichtet.  
Der runde Taubenturm aus verputztem Bruchsteinmauerwerk gehörte ursprünglich zum Schloss La Grange. Die Tür ist mit Hausteinen gerahmt.